# SMS Bodrog
SMS Bodrog (Корабль Его Величества «Бодрог») — монитор типа «Темеш», в разное время входивший в состав военных флотов Австро-Венгрии, Королевства Югославии, Хорватии, СФРЮ.

## История постройки
Речной монитор «Бодрог» (название — по одноимённой реке в Венгрии) был заложен в феврале 1903 года на верфи Schoenichen-Hartmann в Будапеште.
Это был второй (и последний) корабль серии «Темеш». От головного корабля «Бодрог» отличался формой надстройки.
В марте 1904 года монитор спущен на воду, и в августе того же года вступил в Дунайскую флотилию ВМС Австро-Венгрии (командующий: фельдцейхмейстер Оскар Потиорек).

## Боевой путь
Существует версия, что первый выстрел в Первой мировой войне был произведён именно монитором «Бодрог». О этом инциденте упоминается в книге История первой мировой войны 1914—1918 гг. (М.: Наука, 1975. / Под редакцией доктора исторических наук И. И. Ростунова) со ссылкой на работу американского военного историка Тревора Дюпюи The military history of world war I, vol. 1-12 (New York, 1967):
Сосредоточение войск у сербской границы предполагалось закончить к 5 августа, а военные действия начать с 12 августа. Впрочем, враждебные действия начались ещё 26 июля, до официального объявления войны: в Костолаце на Дунае был обстрелян сербский берег Дуная и сербские суда, были захвачены три сербских парохода и на них поднят австрийский флаг.
Во время Первой мировой войны монитор «Бодрог» в составе Дунайской флотилии принимал участие в нескольких операциях.
Наиболее значительными из них явились: прорыв флотилии из Дуная в Саву в 1914 году, сорвавший переправу сербских войск, и обеспечение поддержки в декабре того же года переправы через Дунай войск 8-го австро-венгерского корпуса для занятия Белграда.
Показательно, что выполнявшаяся одновременно с переправой 8-го австро-венгерского корпуса через Дунай переправа 22-го германского резервного корпуса через Саву, не обеспеченная содействием Дунайской флотилии (которая не могла войти в Саву из-за разрушенного железнодорожного моста), несмотря на значительное превосходство над сербами германских войск, несколько раз чуть не была сорвана и вызвала значительные потери.
27 августа 1916 года в войну на стороне Антанты вступила Румыния. Уже через полчаса после объявления войны три румынских торпедных катера атаковали австро-венгерские корабли, стоявшие на якоре в порту города Русе (Rusciuk), возле болгарского берега Дуная. Атака была неудачной для румын: торпеды прошли далеко от целей, а флагманский корабль австрийской группы — «Бодрог» — потопил один из атакующих катеров.
После поражения Румынии и установления австро-венгерской Дунайской флотилией контроля над всем бассейном Дуная мониторы флотилии осуществляли различные операции в дельте Дуная и (с апреля по сентябрь 1918 года) в Чёрном море. В это же время мониторы флотилии действовали также на реках юга Украины.
В самом конце Первой мировой войны монитор «Бодрог» был потоплен (возможно, в результате взрыва речной мины) в районе сербского города Панчево.
В 1919 году монитор был поднят, отремонтирован и апреле 1920 года введён в состав Дунайской флотилии ВМС Королевства Югославия под именем «Сава».
После нападения Германии на Югославию, монитор «Сава» участвовал в обстрелах венгерского аэродрома Мохач (6 и 8 апреля 1941 года), а после того, как немецкие и венгерские войска взяли под контроль обе стороны Дуная в районе Белграда, экипаж монитора 12 апреля 1941 года затопил свой корабль в гавани Земун.
В 1942 году монитор снова был поднят и восстановлен, и вошёл в состав Дунайской флотилии союзной Германии усташской Хорватии.
После поражения вермахта и его союзников на Балканах монитор в очередной раз затоплен своей командой: 9 сентября 1944 года, возле города Славонски-Брод.
В 1946 году монитор вновь был поднят, отремонтирован, и по 1959 год находился в Военно-морских силах СФРЮ.
После этого он был передан в гражданский флот Югославии, переименован в «Даль» (Dalj), а после вывода из состава флота с 1973 года бывший монитор под индексом NF-3952 использовался в качестве плавучего причала в районе города Нови-Сад.
По данным на 2006 год, корпус бывшего монитора «Бодрог» принадлежал частной фирме «Герой Пинки» (Heroj Pinki) и находился в запущенном состоянии в городе Панчево.
В декабре 2016 года корпус монитора был выкуплен Министерством обороны Сербии, и к концу 2018 года полностью восстановлен.